# Ricardo, duque de Baja Lotaringia
Ricardo (en francés, Richar o Richer; fallecido en 973) fue conde de Mons desde 963 o 964 y vice-duque de Baja Lorena desde 968.
Tras la muerte de Godofredo I, conde de Henao y vice-duque de Baja Lorena, el emperador Otón I le dio a Ricardo la mitad del condado de Henao (Mons) con el título de conde de Henao. Las regiones de Valenciennes fueron entregadas a Amalarico.
También le otorgaron el condado de Lieja. Aparece en una carta del 2 de junio de 965 donando dinero en nombre de Godofredo. Estaba relacionado tanto con el emperador como su hermano, Bruno de Colonia, el duque de Lorena. Aparece por último en cartas del año 972.
| Predecesor: Godofredo I | Conde de Mons 964 - 973             | Sucesor: Reginar |
| Predecesor: Godofredo I | Vice-Duque de Baja Lorena 964 - 973 | Sucesor: Carlos  |

- Datos: Q571538